# Le Sombre Homme des cavernes
Pour plus de détails, voir Fiche technique et Distribution.
Le Sombre Homme des cavernes (Caveman Inki) est un dessin animé américain de la série Looney Tunes, réalisé par Chuck Jones sur un scénario de Michael Maltese, et sorti en 1950. Il met en scène Inki le chasseur et l'oiseau Minah. 

## Fiche technique
- Réalisation : Chuck Jones
- Scénario : Michael Maltese
- Production : Leon Schlesinger
- Musique originale : Carl W. Stalling
- Montage et technicien du son : Treg Brown (non crédité)
- Durée : 6 minutes
- Pays : États-Unis
- Langue : anglais
- Distribution : 1950 : Warner Bros. Pictures
- Format : 1,37 :1 Technicolor Mono
- Date de sortie : États-Unis : 25 novembre 1950

## Voix
- Mel Blanc : rugissements et divers

## Animateurs
- Robert Cannon
- Virgil Ross (non crédité)
- Charles McKimson (non crédité)
- John Didrik Johnsen (décors) (non crédité)

## Musique
- Carl W. Stalling, directeur de la musique
- Milt Franklyn, orchestration (non crédité)